# Monnes
Monnes ist eine französische Gemeinde mit 94 Einwohnern (Stand: 1. Januar 2022) im Département Aisne in der Region Hauts-de-France (frühere Region: Picardie). Sie gehört zum Arrondissement Soissons (bis 2017 Arrondissement Château-Thierry) und zum Kanton Villers-Cotterêts.

## Geographie
Die Gemeinde Monnes mit dem Ortsteil Cointicourt liegt rund 20 Kilometer nordwestlich von Château-Thierry. Im Süden wird sie vom Bach Ru d’Allan begrenzt. Im Osten der Gemeinde stehen drei Windkraftanlagen.  Nachbargemeinden von Monnes sind Macogny im Westen und Norden, Neuilly-Saint-Front im Osten sowie Priez und Saint-Gengoulph im Süden.

## Bevölkerungsentwicklung
| Jahr      | 1962 | 1968 | 1975 | 1982 | 1990 | 1999 | 2006 | 2015 | 2022 |
| Einwohner | 127  | 126  | 108  | 93   | 84   | 70   | 89   | 109  | 94   |

## Sehenswürdigkeiten
- Die Ruine der Marienkirche (Église de la Vierge) aus dem 13. Jahrhundert in Cointicourt, 1921 als Monument historique klassifiziert (Base Mérimée PA00115816).

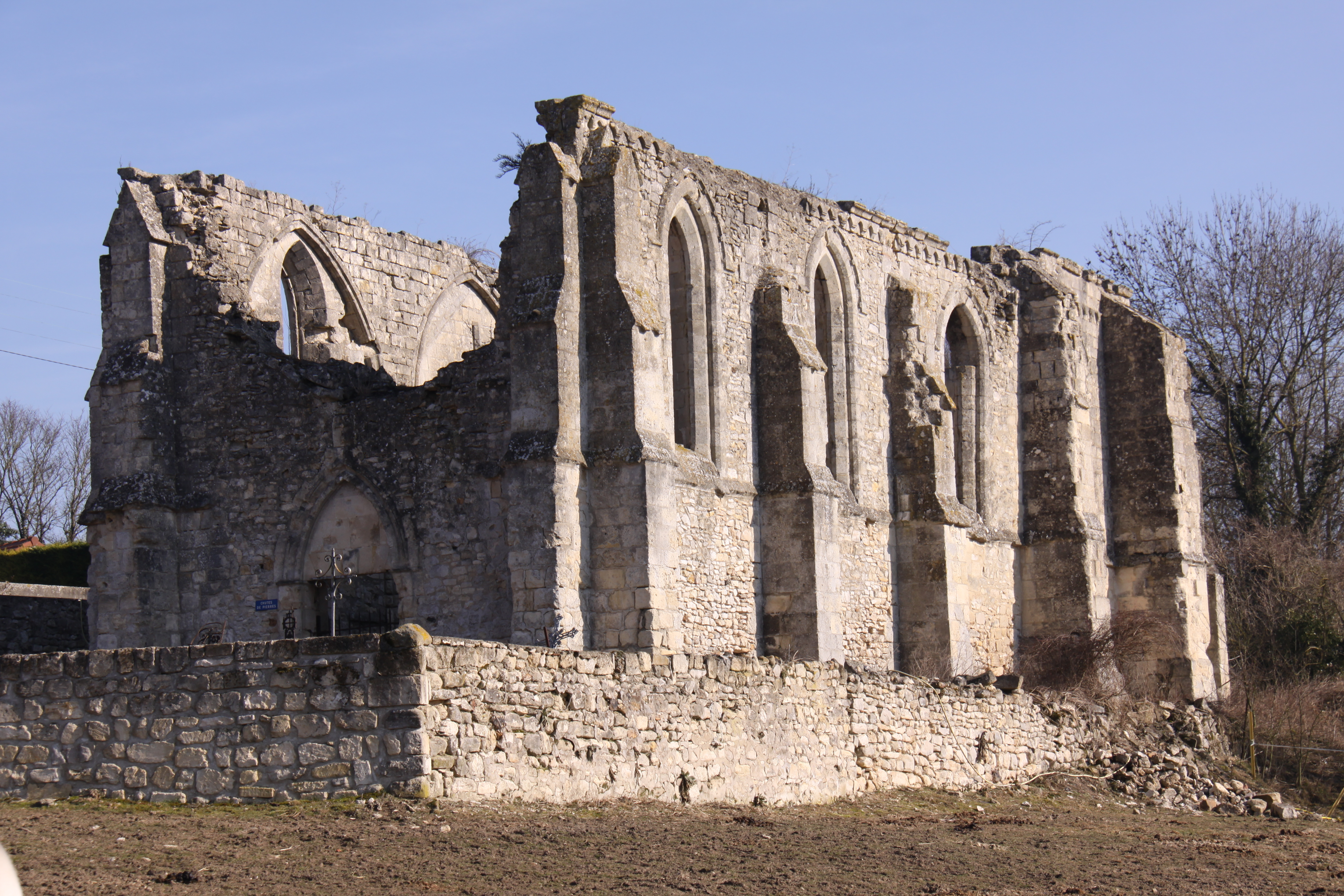
Die Kirchenruine in Cointicourt